# Château de Chavroches
Le château de Chavroches est un château fort en ruines situé à Chavroches (France).

## Situation
Le château est situé sur le territoire de la commune de Chavroches, dans le département de l'Allier, en région Auvergne-Rhône-Alpes. Il domine la rive droite de la Besbre.

## Description
Le château est constitué d'un imposant donjon carré. Le château était déjà en ruines en 1572 ; il était composé de sa tour carrée, servant de donjon, et de plusieurs autres tours.
À l'opposé de l'enceinte, le logis est adossé aux courtines. Le donjon a une particularité : un des quatre angles est « rentrant », c’est-à-dire qu’il est formé de trois angles en forme de W .

## Histoire
Le château fait l'objet d'une inscription au titre des monuments historiques depuis le 9 décembre 1929.